# Oonops cuervus
Oonops cuervus là một loài nhện trong họ Oonopidae.
Loài này thuộc chi Oonops. Oonops cuervus được miêu tả năm 1942 bởi Gertsch & Davis.